# Eliane Brum
Eliane Brum (Ijuí, 23 maggio 1966) è una giornalista, scrittrice e documentarista brasiliana.

## Biografia
Nata a Ijuí, comune del Brasile nello Stato del Rio Grande do Sul, e laureatasi presso la Pontificia Università Cattolica di Rio Grande do Sul nel 1988, ha vinto oltre 40 premi nazionali e internazionali di reportage giornalistico. Ha lavorato 11 anni come reporter del giornale Zero Hora, di Porto Alegre, e 10 come reporter della rivista Época a San Paolo. Dal 2010, è giornalista freelance.
È autrice di un romanzo Umas Duas e di tre libri reportage: Coluna Prestes - O Avesso da Lenda, A vida que ninguém vê, vincitore del Premio Jabuti di Reportage nel 2007, e O Olho da Rua, e di un libro di racconti A Menina Quebrada, que raccoglie 64 dei suoi articoli pubblicati sulla rivista Época.
Ha inoltre partecipato alla realizzazione di reportage speciali su Dignidade! libro di Medici Senza Frontiere, insieme ad autori come Mario Vargas Llosa.
Dal 2009 al 2013 scrive sulla rivista Época, e dall’ottobre 2013 sul giornale El País. Il 28 gennaio 2010 è stata una delle vincitrici del 27º Premio Internazionale di Giornalismo Re di Spagna, per il reportage “O Islã dos Manos”, sulla presenza della religione islamica nelle periferie delle città brasiliane, tema pubblicato sulla rivista Época, nel mese di febbraio dell’anno precedente. Nel giugno 2013, Eliane ha lanciato una raccolta di 64 racconti e articoli di opinione in origine pubblicati sulla rivista Época, e ha vinto nello stesso anno il Prêmio Açorianos di Miglior Libro dell’Anno per “A Menina Quebrada”.
E’ co-direttrice di tre documentari: Uma História Severina, Gretchen Filme Estrada e Laerte-se.
Nel 2021 ha pubblicato il saggio-reportage Amazzonia. Viaggio al centro del mondo.
Nel settembre 2022, ha lanciato il progetto giornalistico trilingue Sumaúma, con sede ad Altamira nello Stato del Pará, insieme a Jonathan Watts, Global Environment Editor presso The Guardian, Carla Jimenez, ex-direttrice di El País Brasil, Talita Bedinelli, ex-editrice di El País Brasil, e la giornalista peruviana Verônica Goyzueta.